# 扎林沙赫爾
扎林沙赫爾是伊朗的城市，位於該國中部札格羅斯山脈附近，由伊斯法罕省負責管轄，海拔高度1,705米，每年平均降雨量115毫米，2007年人口58,392。